# Parcas
As parcas, na mitologia romana (moiras na mitologia grega), eram filhas de Têmis (a Lei).  Divindades que controlam o destino dos mortais e determinam o curso da vida humana, decidindo questões como vida e morte, de maneira que nem Zeus poderia contestar suas decisões. Estas eram assim as representantes do Destino, isto é, eram as suas ministras e por consequente estavam incumbidas de executar as suas ordens. 
São também designadas fates, daí o termo fatalidade. São três deusas: "Nona" (Cloto), "Décima" (Láquesis) e "Morta" (Átropos). Nona tece o fio da vida, Décima cuida de sua extensão e caminho, Morta corta o fio.
Interessante notar que em Roma se tinha a estrutura de calendário solar para os anos, e lunar para os atuais meses. A gravidez humana é de nove luas, não nove meses; portanto Nona tece o fio da vida no útero materno, até a nona lua; Décima representa o nascimento efetivo, o corte do cordão umbilical, o início da vida terrena, o individuo definido, a décima lua. Morta é a outra extremidade, o fim da vida terrena, que pode ocorrer a qualquer momento.